# 自宅警備隊 N.E.E.T.
自宅警備隊 N.E.E.T.（）とは、日本の同人サークル・コスプレサークル・ボランティア団体。N.E.E.T.は「Not Employment Embattled Team 」（非労働武装集団）の略称である。

## 概要
SWATと似た黒ずくめの衣装とN.E.E.T.と書かれたヘルメットに加え、無線機、ガスガン、電動ガン、バズーカ、ガスマスク、バラクラバ、ゴーグル、防弾盾、防弾チョッキ、布団たたき等を装備しコミックマーケットやワンダーフェスティバル、ニコニコ超会議などの同人誌即売会や各種イベントに参加している。
彼らは雇われたり命令されたりすることなく自宅や自身が守りたいものを自主的に守ることをポリシーに活動しており、自宅外でも秋葉原などでボランティア活動を行っていることがある。但し実際に警備業務を行うものではなく、あくまでもパフォーマンスである。また彼らは同人誌の発行・頒布も行っている。
2013年（平成25年）7月30日には一迅社から『自宅警備隊完全読本』という書籍が出版され、自宅警備隊とはどのような人たちでどのような活動を行っているのかが記述されている。また書籍の売り上げは同人誌の売り上げと共に東日本大震災の義捐金として寄付されている。
2016年（平成28年）頃からおそ松さんやガヴリールドロップアウト、エヴァンゲリオン、干物妹!うまるちゃん、エロマンガ先生、ネト充のススメ、私に天使が舞い降りた!等との公式コラボも行う。
2023年（令和5年）グッズ販売を担い実質的な権利を持っている吉輝の不用意な言動が目立ち、自宅警備隊内外から批判の声が上がっている。「無名V」「マジで価値がねぇ」「コイツ等」との発言は自宅警備隊であらかじめ定められた宅外派遣規約に違反する可能性があり、また、著作権についても「『察する』事で成り立つ文化もあることを学んだほうが良い」と軽視する発言をしており、設立当時とは隊の在り方が変わった、ということが実状となっている。さらに問題が表沙汰となる前である2022年（令和4年）に契約内容のすり替えを行っていたことが明らかとなり問題の根深さを露見する事態となっている

## ギャラリー

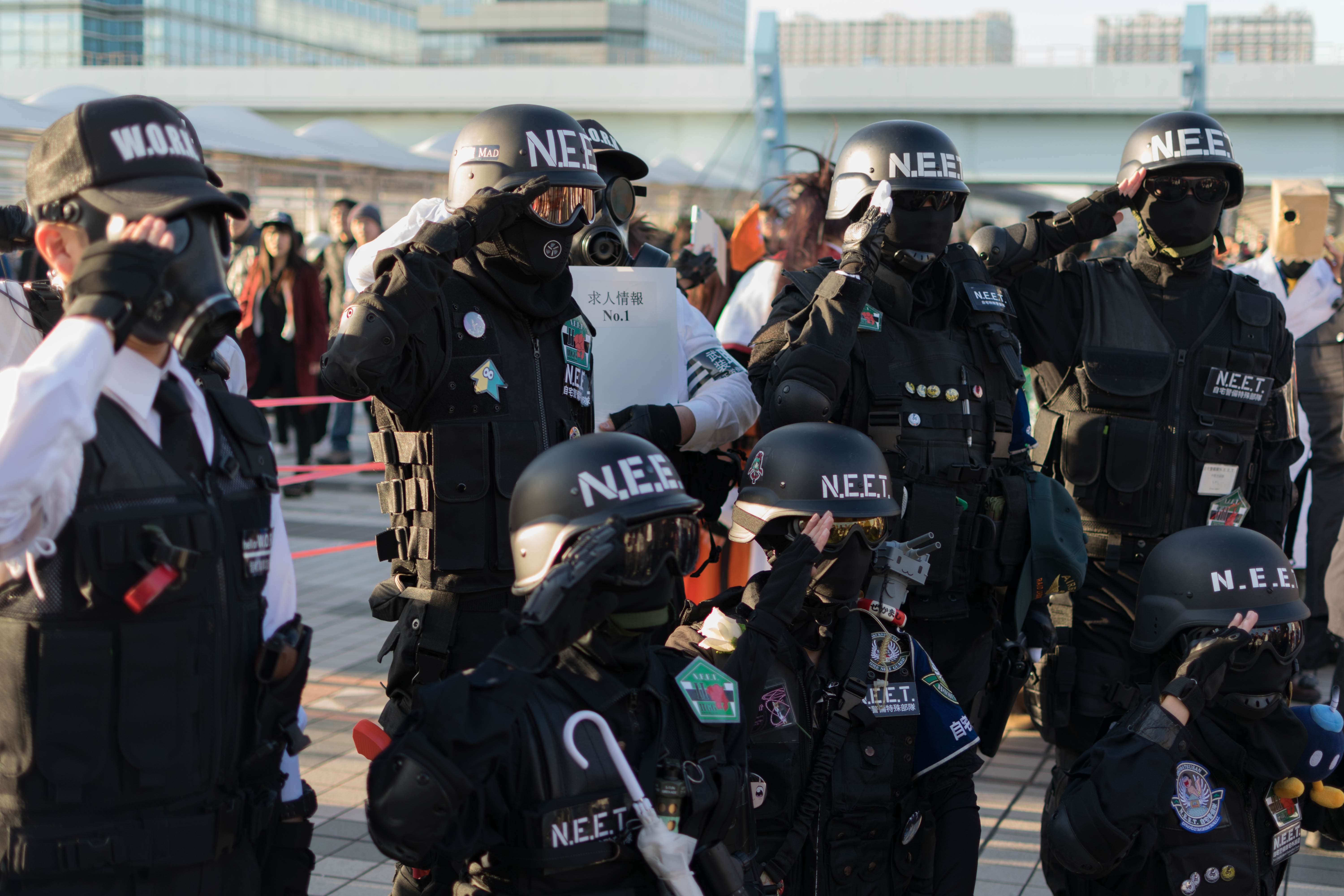
コミックマーケット 91-1
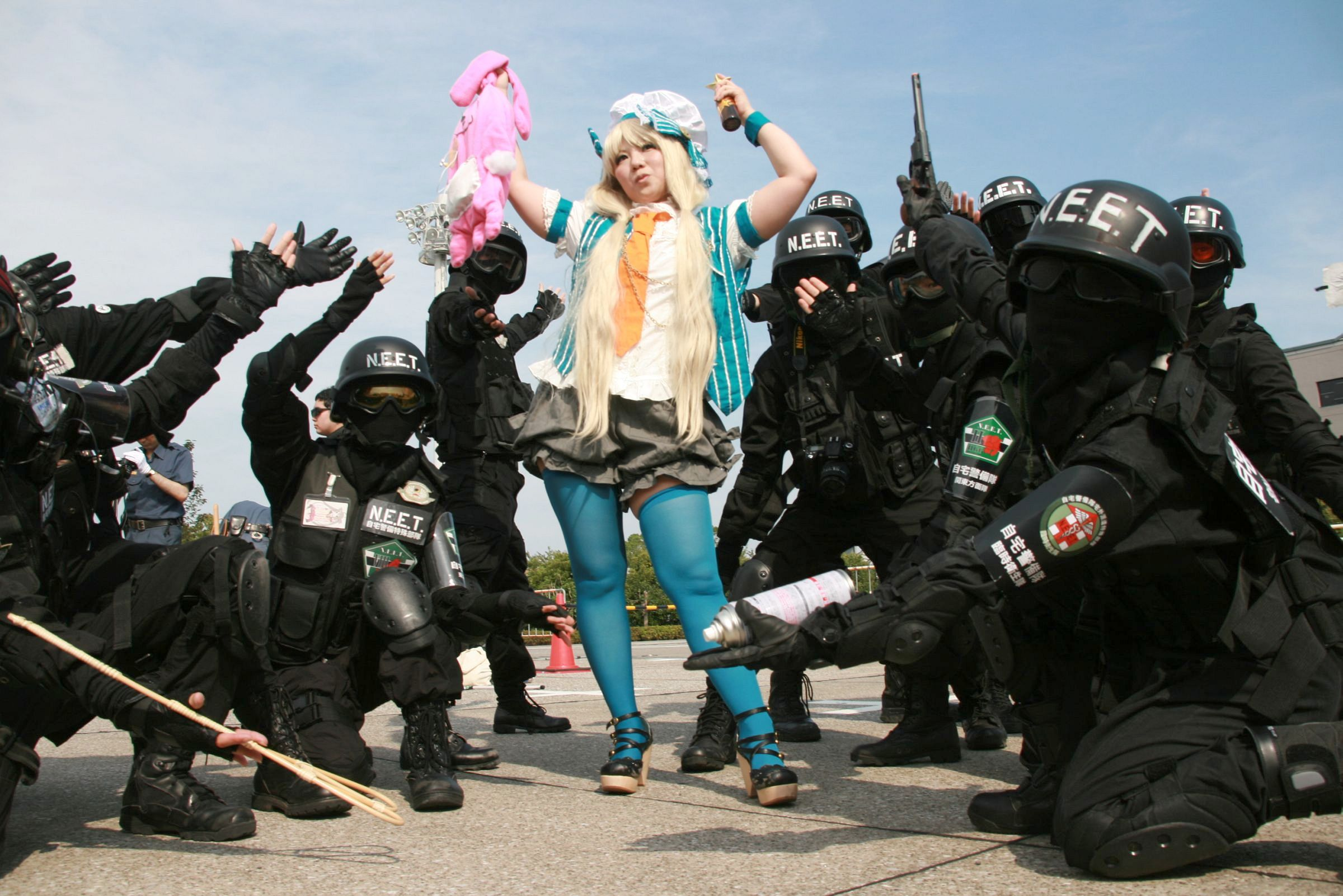
コミックマーケット 82-1
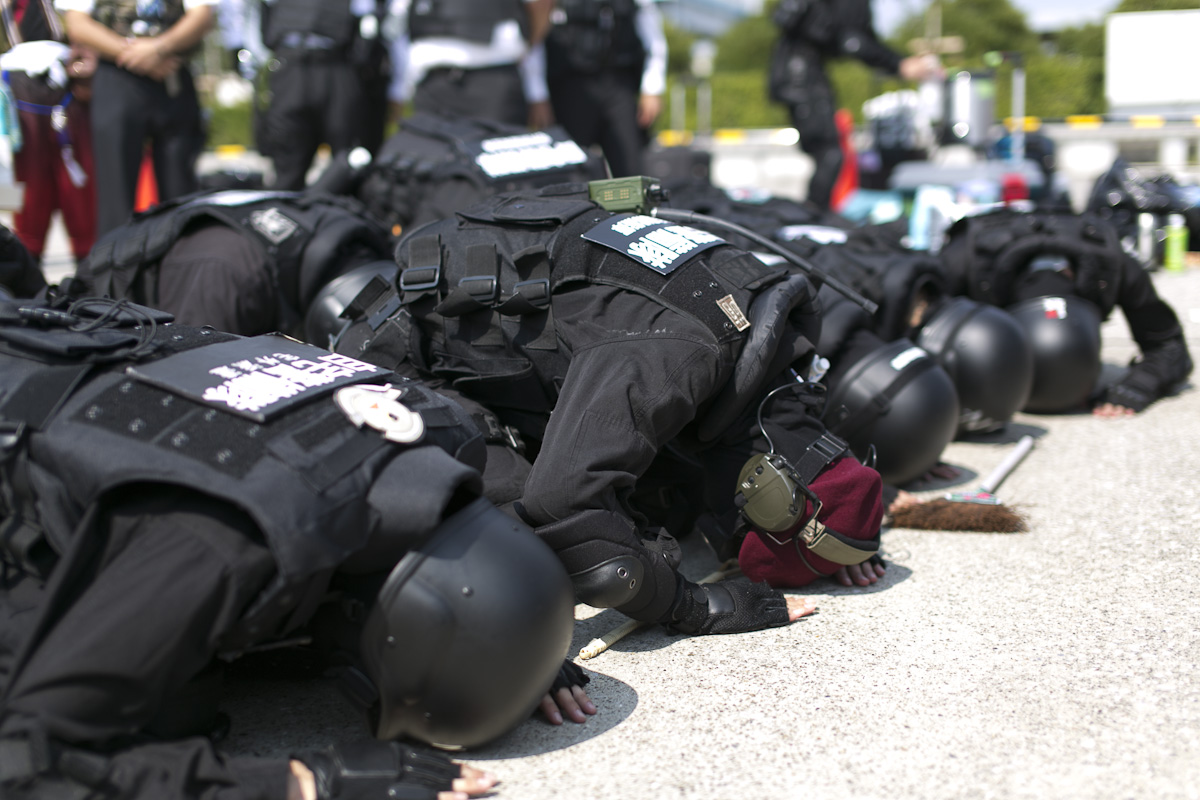
コミックマーケット 82-1
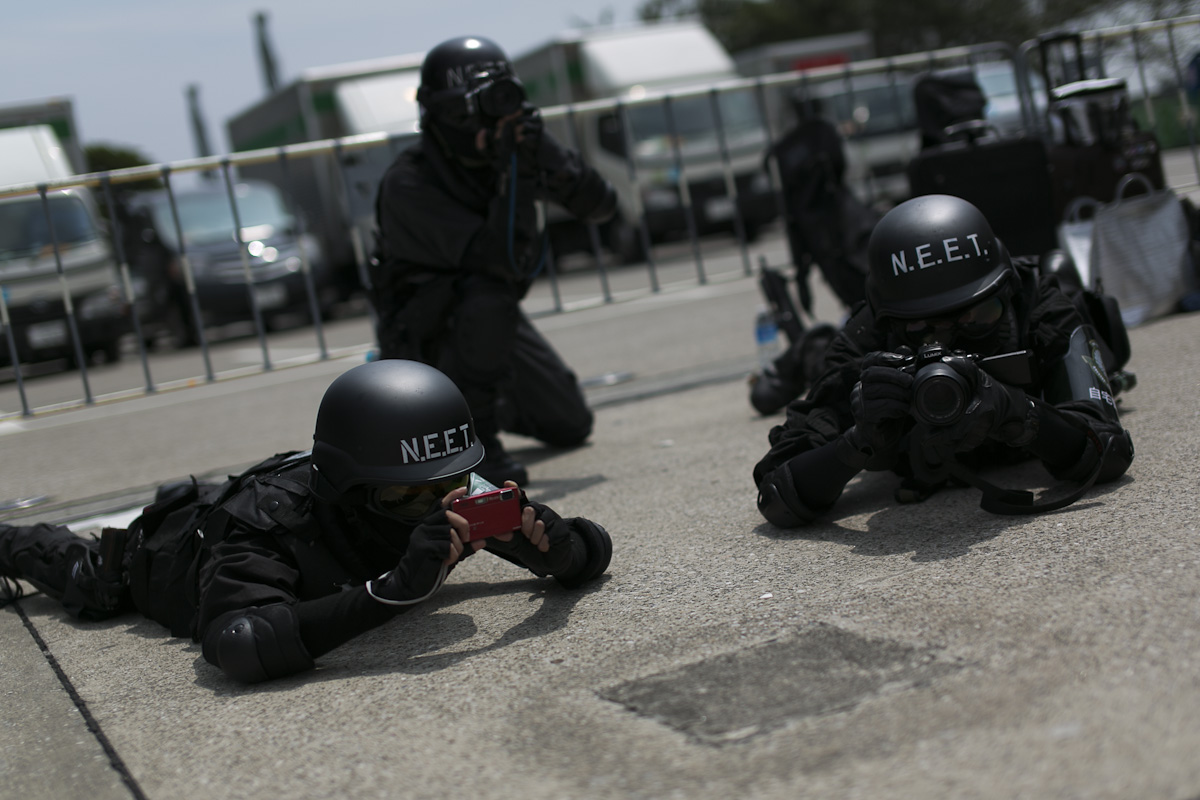
コミックマーケット 82-2
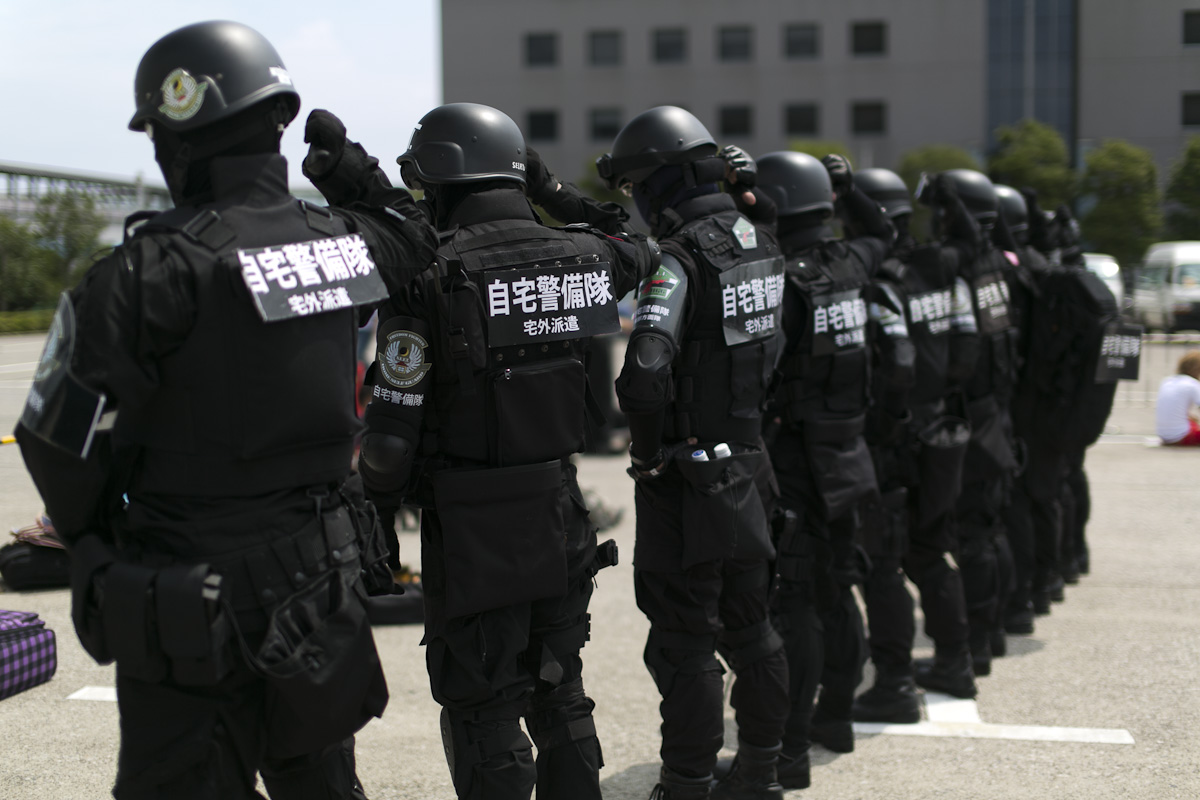
コミックマーケット 82-2
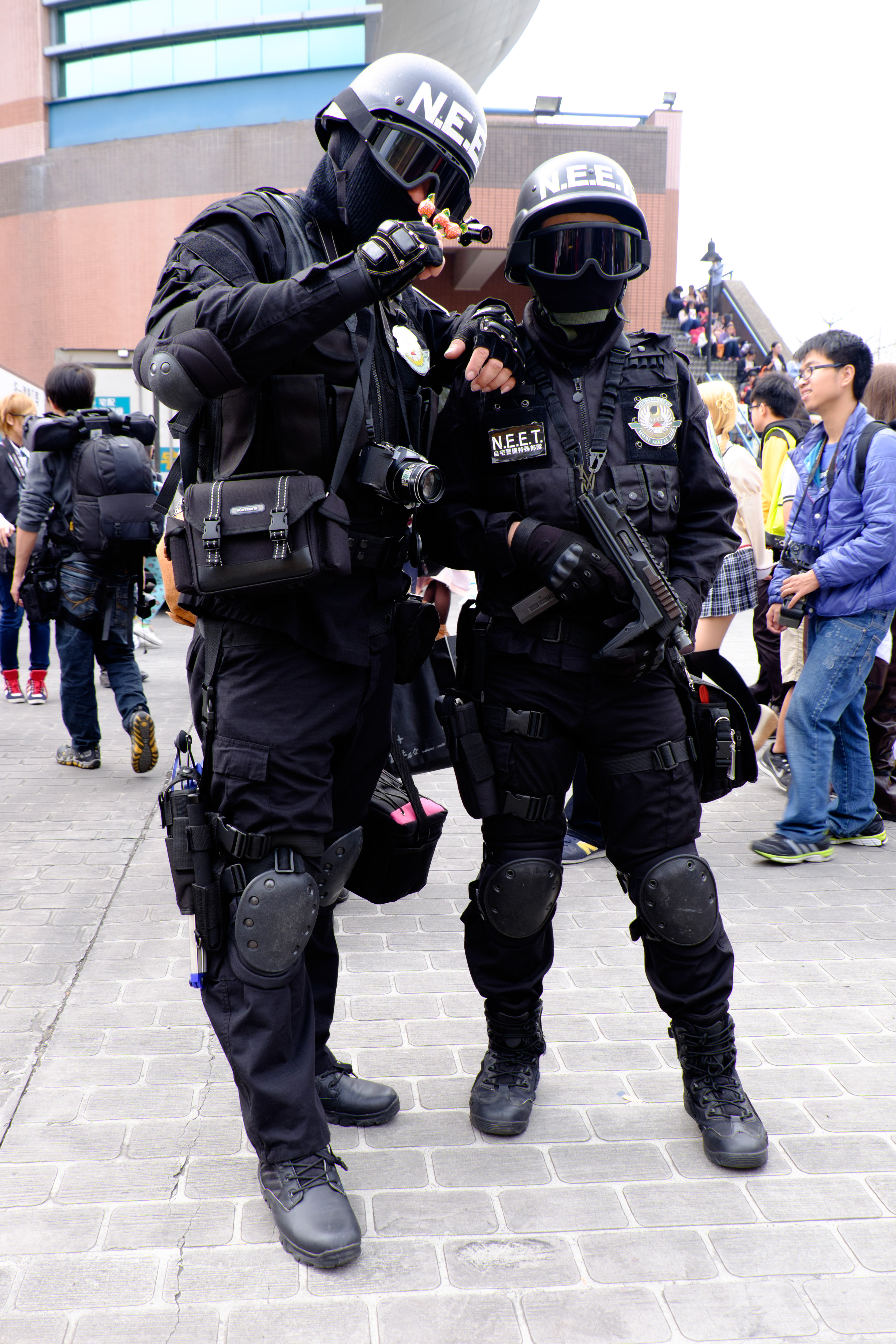
台湾CWT 39
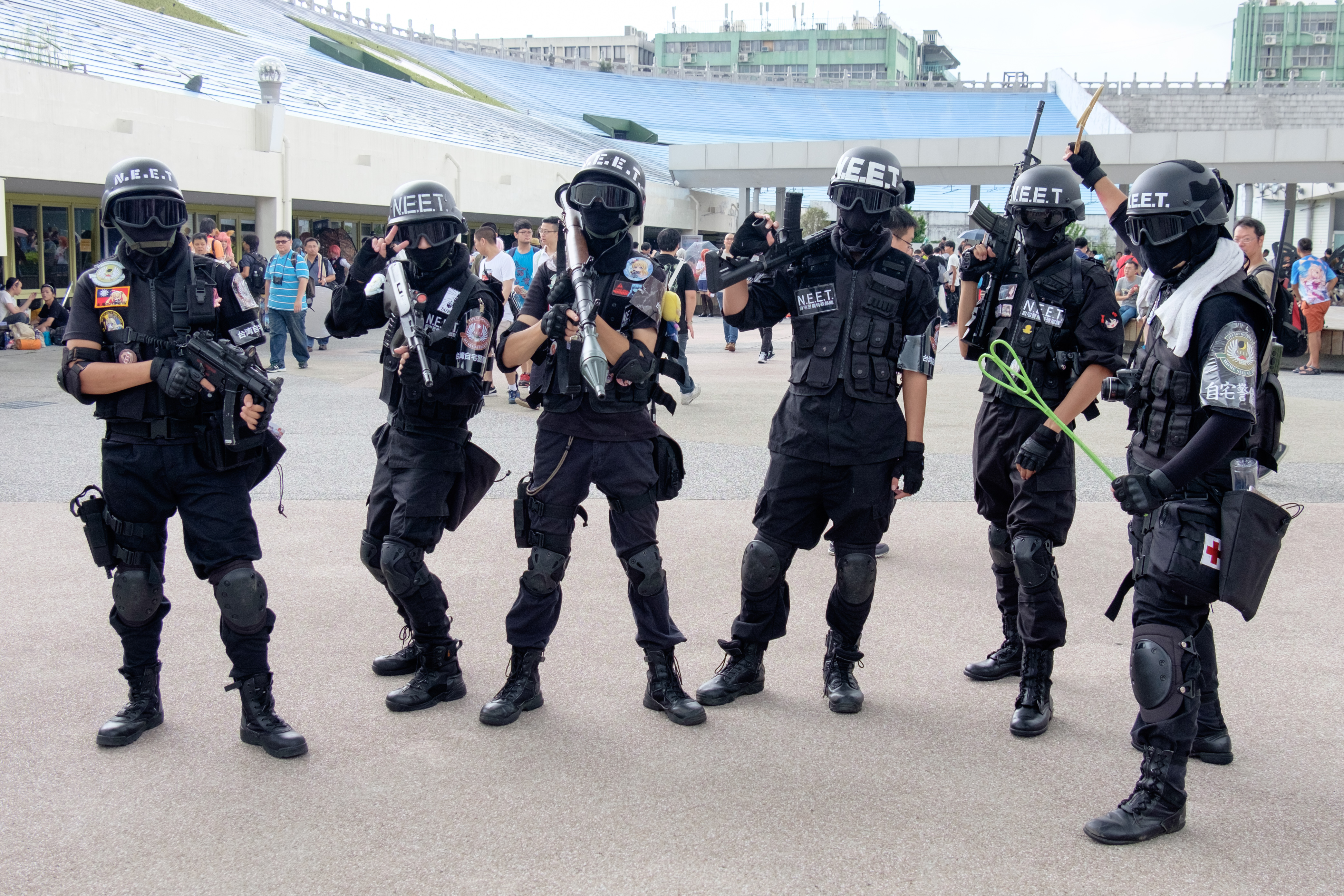
台湾Fancy Frontier 28
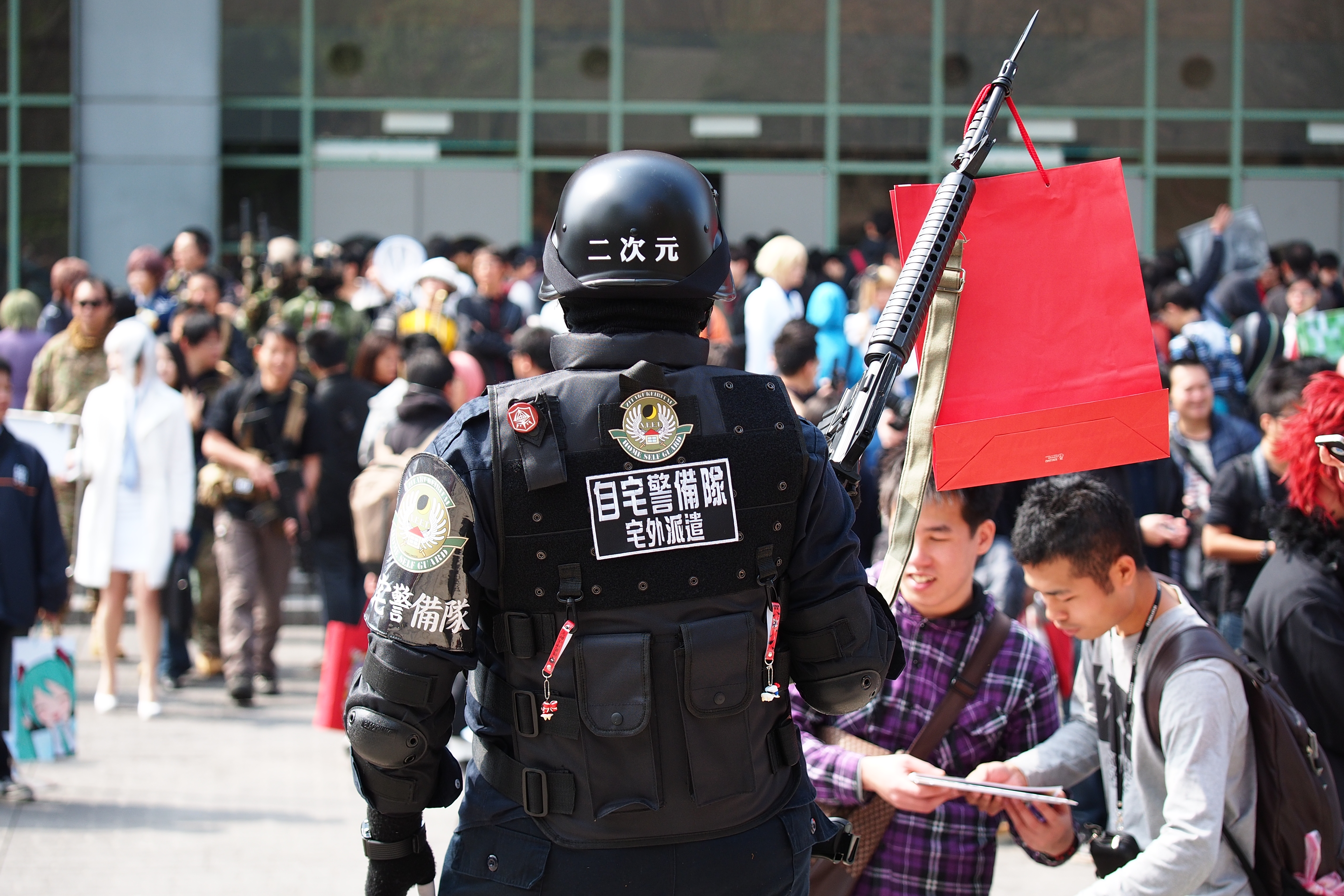
台湾Fancy Frontier 21
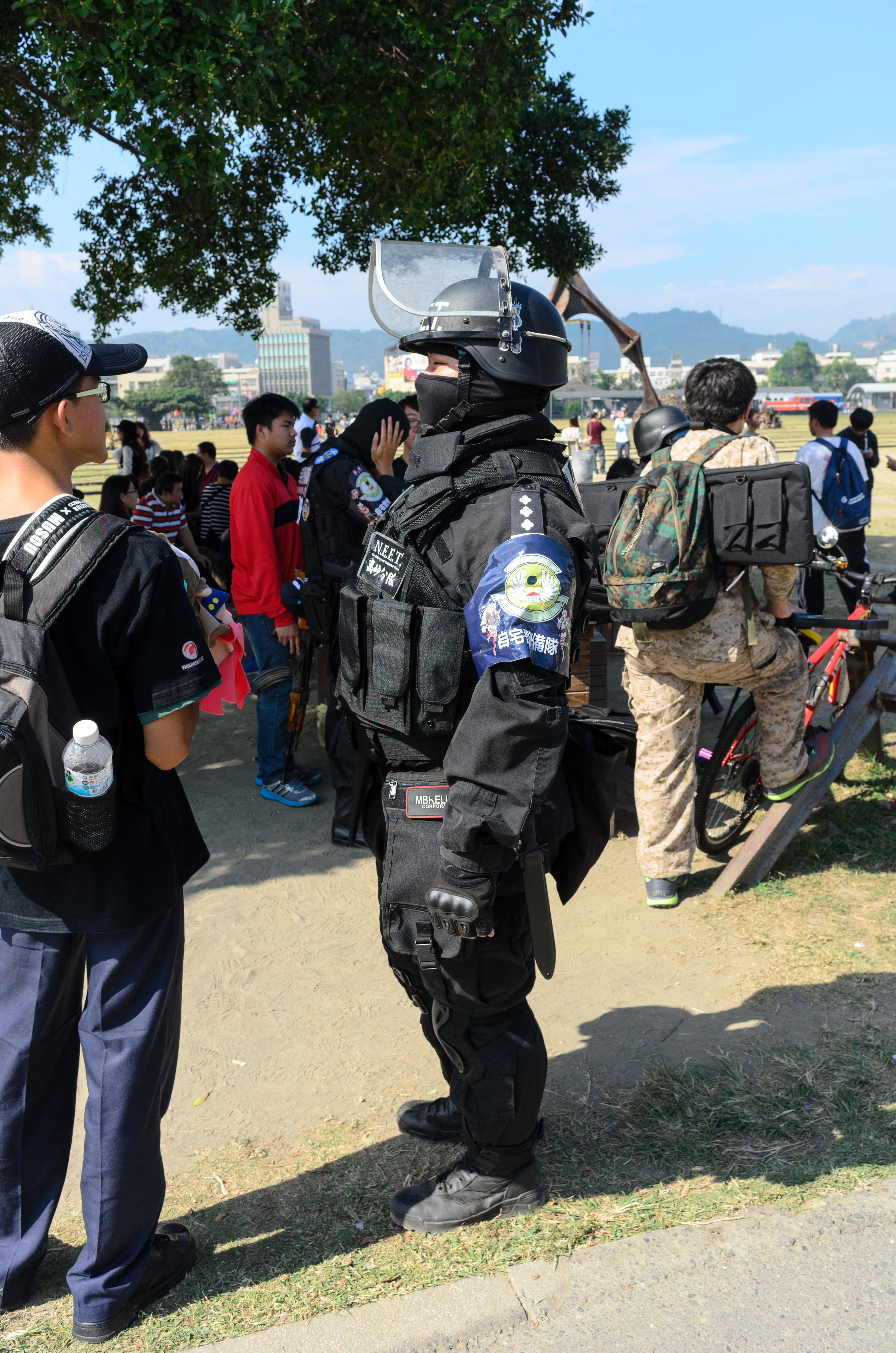
台湾Fancy Frontier 8
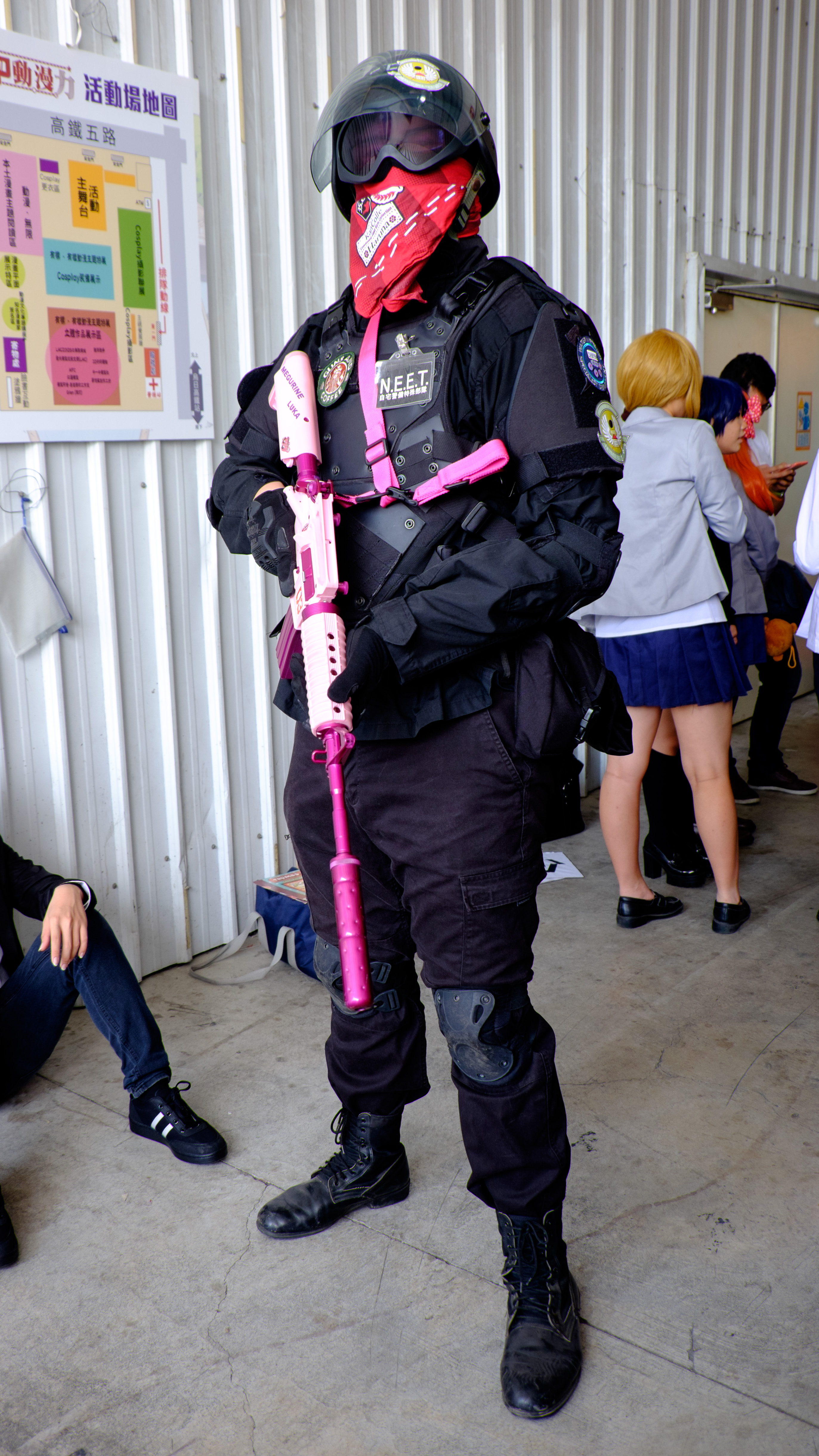
台湾FFTC 2015
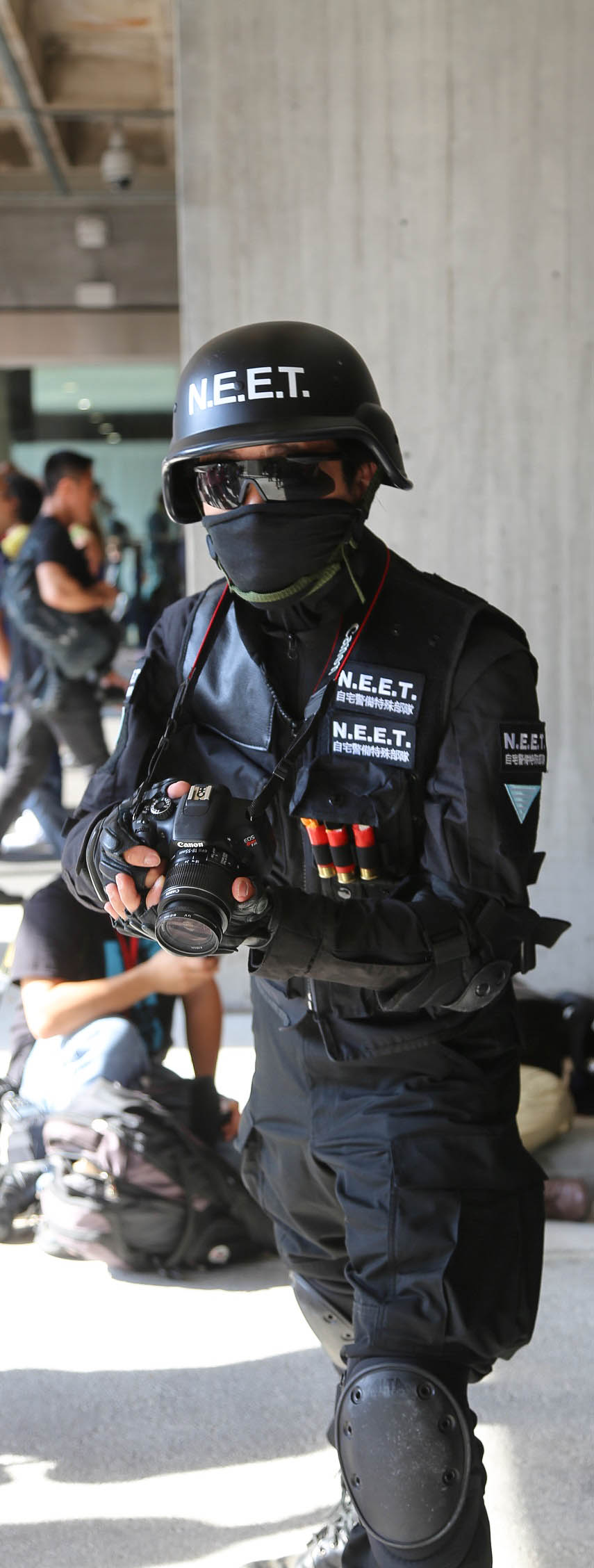
NY CC 2015
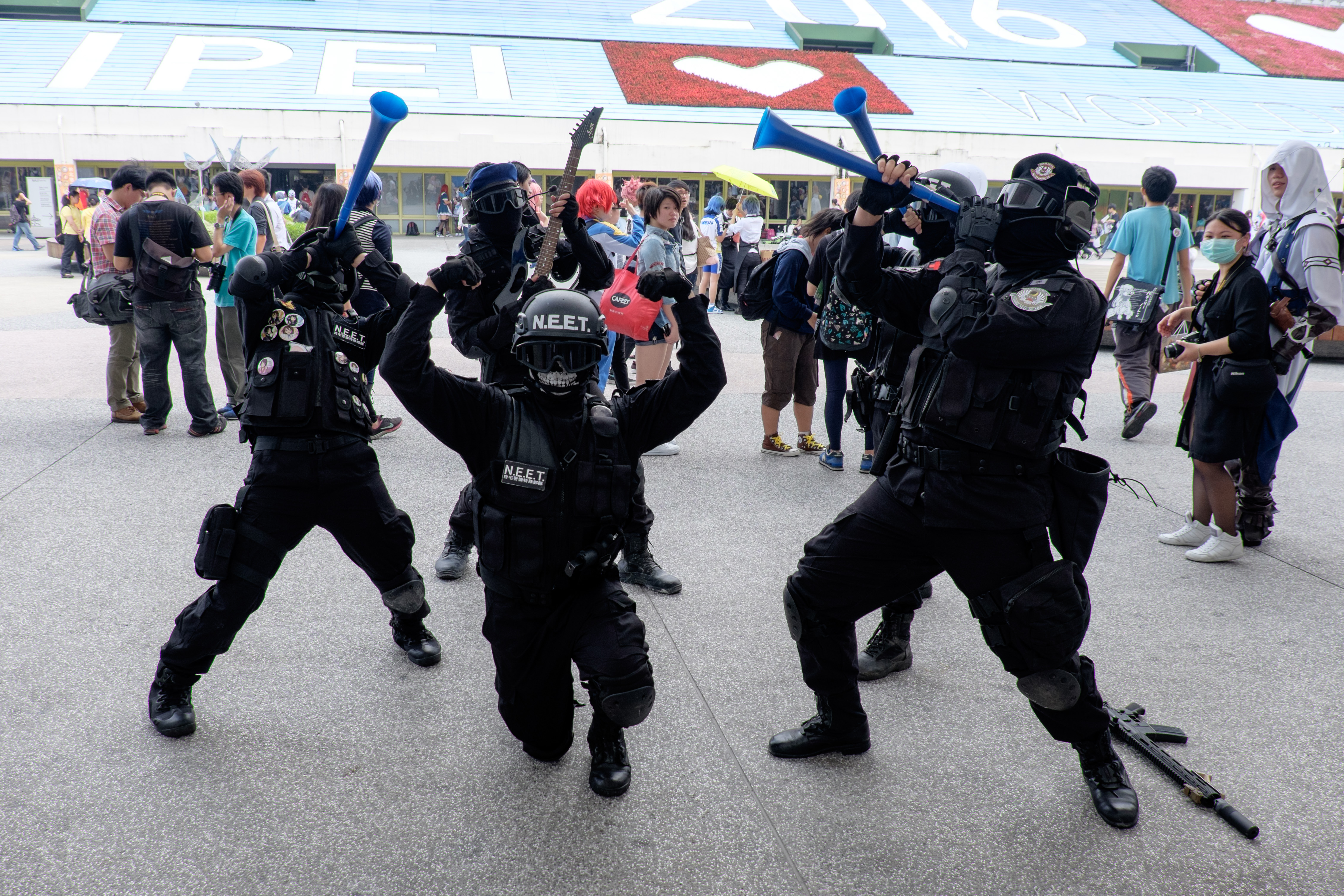
台湾Petit Fancy 22